# Chalciope
Chalciope é um gênero de traça pertencente à família Arctiidae.